# Juan María Céspedes
Juan María Luis Ceferino Céspedes Vivas, conocido como Juan María Céspedes (Tuluá, 26 de agosto de 1776-Guasca, 21 de enero de 1848) fue un sacerdote católico y científico botánico que participó como prócer de la independencia de Colombia.  

## Formación
En 1795, viajó a Santafé a estudiar latín, retórica, filosofía, derecho civil, recibiendo el doctorado de la Universidad de Santo Tomás de Aquino en 1804, recibió las órdenes sacerdotales en 1805. 
Se desempeñó como cura párroco de la Iglesia de la Niña María en Caloto, Cauca. En esa misma población, en casa de la familia Jurado Pino, encontró un tomo de Plantarum de Linneo, que le permitió estudiar botánica y fue así que se convirtió en uno de los que colaboraron con los estudios del sabio Caldas, del que fue su compañero y amigo.

## Lucha patriota
Fue Cura de las poblaciones de Sátiva, Yotoco, Charalá y Guaduas. Fue el primer párroco de la comunidad de Belén (alrededores de Medellín) en el año 1814.
Fervoroso patriota, por su estado no tomó las armas pero con sus palabras arrastraba a las filas a los patriotas, estuvo dispuesto en defensa de los derechos de la patria. Fue capellán de los ejércitos revolucionarios hasta 1816.
En 1811, ayudó al patriota José María Bonilla, a reunir armas, hombres y dinero para la campaña libertadora del sur y allí siguió al ejército como capellán de los ejércitos de Caicedo y Cuero.
Por sus acciones con el ejército patriota fue perseguido por los españoles, se escondió en Suaza, después de la toma de Antioquia por el general español Francisco Warletta, de donde salió para Popayán, donde cayó prisionero, en su conducción para ser fusilado, huyó, y se escondió por varios días debajo de una peña.
Los libros parroquiales de Bautismos, y matrimonios que debió llevar cuando ejercía su cargo en Caloto, se desaparecieron, nunca los llevó o fueron sustraídos por los realistas en la guerra de la Independencia esto porque no se tenían como defender a la ciudad del saqueo, robos y asesinatos.

## Trabajo académico y científico
Además de haber colaborado con los estudios del sabio Caldas, del que fue su compañero y amigo, en 1823, fue catedrático de Botánica, en Bogotá, y en compañía de Dr. Francisco J. Matiz, estudió y exploró los monumentos indígenas de San Agustín, exploró las selvas el Opón y San Martín enriqueciendo su herbario con plantas descubiertas por él.
Fue miembro de la sociedad Linneana de París y de la sociedad de Horticultura de los U.S.A.
Fue secretario del Arzobispado y canónigo Penitenciario en 1842 en Bogotá. Estableció en Bogotá un jardín botánico con plantas raras para esta altura y temperatura. Murió en Guasca el 21 de enero de 1848.

## Legado y honores
- Juan María Céspedes es uno de los más ilustres hijos de Tuluá, y es por eso que esta ciudad, también es conocida como la “Villa de Céspedes”.
- Se nombró en su memoria el jardín botánico del Valle del Cauca, ubicado en el corregimiento de Mateguadua a 7 Kilómetros del casco urbano de Tuluá, al pie de la cordillera central de los Andes, su extensión 154 hectáreas, a una altitud de 1050 a 1300 metros sobre el nivel del mar. Este jardín posee el más grande semillero de bambú y guadua de América, además de un museo y tienen en su haber más de 17 000 plantas de todo el Mundo.[2]
- En junio de 1977 se inauguró el hotel “Juan María” en memoria de Juan María Céspedes. Hotel categoría tres estrellas, situado en un sector céntrico de la ciudad de Tuluá (Cra.28 No 27-10).[3]
- El barrio Céspedes de la ciudad de Tuluá también ha sido nombrado así en honor al prócer tulueño.
- La institución educativa Juan María Céspedes ha sido nombrada así en honor al prócer tulueño. Fue fundada el 30 de abril de 1930 en un sector de Laureles el Nogal, como escuela oficial con carácter masculino. En el año 1972 empieza a funcionar como escuela de carácter mixto. La institución ofrece educación formal a nivel preescolar, básica primaria, básica secundaria, educación media académica, media técnica especialidad industrial, educación formal de adultos en modalidad presencial nocturna, y secundaria virtual. Ubicada en la comuna 16 en Belén sector sur-occidental de la ciudad de Medellín en la dirección Calle 38 No 76A-48.[4]
- Existe por parte del gobierno municipal de la ciudad de Tuluá la medalla Juan María Céspedes en diferentes grados para personalidades nacidas o no en dicha localidad que se destaquen por sus méritos cívicos, científicos, deportivos o políticos.
- A partir del año 2014 la Institución Educativa La Graciela de la ciudad de Tuluá cambia su nombre a Juan María Céspedes en honor a este gran científico amante de la botánica.